# Tanta
Tanta (arabe : طنطا) est la capitale du gouvernorat de Gharbeya et la 5e ville de l'Égypte par sa population. Tanta est situé 94 km au nord du Caire et 130 km au sud-est d'Alexandrie. C'est un centre industriel, notamment pour l'industrie du coton et du textile. La ville est également le principal nœud ferroviaire du delta du Nil.

## Climat
| Mois                              | jan.  | fév.  | mars  | avril | mai   | juin  | jui.  | août  | sep.  | oct. | nov.  | déc.  | année   |
| --------------------------------- | ----- | ----- | ----- | ----- | ----- | ----- | ----- | ----- | ----- | ---- | ----- | ----- | ------- |
| Température minimale moyenne (°C) | 6,5   | 6,6   | 7,8   | 11,2  | 14,3  | 17,3  | 19,7  | 19,7  | 17,8  | 15,3 | 11,5  | 8     | 13      |
| Température moyenne (°C)          | 12    | 12,8  | 14,5  | 18,4  | 22,1  | 25,4  | 26    | 25,8  | 24,2  | 21,6 | 17,5  | 13,5  | 19,5    |
| Température maximale moyenne (°C) | 18,7  | 19,4  | 22,1  | 27,1  | 31    | 33,6  | 33,1  | 32,7  | 31,6  | 29,2 | 24,2  | 20,3  | 26,9    |
| Ensoleillement (h)                | 205,6 | 198,8 | 256,7 | 280,3 | 325,1 | 357,9 | 332,6 | 342,8 | 280,5 | 278  | 229,7 | 205,3 | 3 293,3 |
| Précipitations (mm)               | 13    | 8     | 7     | 3     | 2     | 0     | 0     | 0     | 0     | 2    | 4     | 12    | 51      |
| Humidité relative (%)             | 72    | 69    | 68    | 60    | 57    | 58    | 66    | 71    | 69    | 67   | 70    | 71    | 66,5    |

| Diagramme climatique                                  |          |          |           |         |           |           |           |           |           |           |         |
| J                                                     | F        | M        | A         | M       | J         | J         | A         | S         | O         | N         | D       |
| 18,76,513                                             | 19,46,68 | 22,17,87 | 27,111,23 | 3114,32 | 33,617,30 | 33,119,70 | 32,719,70 | 31,617,80 | 29,215,32 | 24,211,54 | 20,3812 |
| Moyennes : • Temp. maxi et mini °C • Précipitation mm |          |          |           |         |           |           |           |           |           |           |         |

## Le mouled de Sayyid el-Badawî
Cette ville s'anime à la fin octobre avec la fin de la récolte du coton. Environ deux millions de personnes viennent de partout dans le Delta et d'autres parties du monde arabe, pour le mouled de Sayid Ahmed el-Badawi, qui dure huit jours. Le Moulid est centrée autour de la mosquée et du tombeau de Sayid Ahmed el-Badawi.
El-Badawi a été le fondateur de l'un des plus grands ordres soufis égyptiens. Il est né à Fès, au Maroc, en 1200, mais a émigré en Arabie, à La Mecque, avec sa famille. Il s'est établi ensuite à Tanta, en 1234, et y est resté jusqu'à sa mort en 1276, menant une vie ascétique, jalonnée de miracle. Son tombeau a été détruit dans le milieu du XIXe siècle, mais un autre a été construit et est le centre du pèlerinage et de la foire annuelle. Ce tombeau est sous la grande coupole d'une mosquée dans le style turc.

## Personnalités
- Khairy Beshara (1947–) cinéaste
- Amina Rizk (1910–2003) actrice.
- Mahmoud Khalil Al-Hussary (1917-1980), récitateur du Coran.
- Atef Ebeid (1932–2014), homme politique, Premier ministre de 1999 à 2004.
- Tahani al-Gebali (1950-2022), magistrate égyptienne.